# Шайбле, Карл Генрих

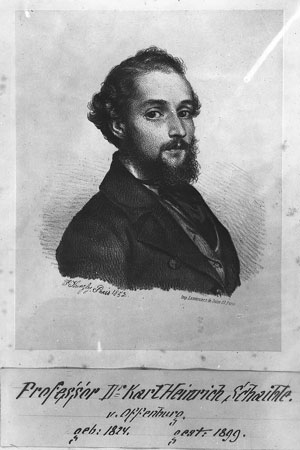
Карл Генрих Шайбле

Карл Генрих Шайбле (нем. Karl Heinrich Schaible; 7 апреля 1824, Оффенбург — 21 сентября 1899, Гейдельберг) — немецкий писатель, медик, профессор, доктор наук, революционер.

## Биография
Демократические взгляды Карла Шайбле сформировались во время его учёбы на медицинском факультете Гейдельбергского университета.
Уже в 1847 году за «распространение крамольных сочинений» был арестован, находился под стражей, бежал за Рейн.
В 1849 году во время Весны народов принял активное участие в революции в Бадене.
После подавления Пруссией восстания успел бежать за границу. Окончил курс наук в Париже, затем занялся медицинской практикой в Лондоне, где сблизился с эмигрантами.
Жил, давая частные уроки, позже преподавал в военной академии в Вулидже, занимал место экзаменатора в Лондонском университете.
Одно время был частным секретарём и библиотекарем королевы Великобритании Виктории.
В 1861 году объявленная амнистия дала ему возможность вернуться на родину, однако он переселился в Германию только в 1885-м.
В родном городе Шайбле, Оффенбурге, его именем назван стадион (нем. Karl-Heinrich-Schaible-Stadion), поскольку в круг профессиональных интересов Шайбле входило развитие физической культуры.

## Избранная библиография
Главные труды К. Шайбле:
- Gesundheitsdienst in Krieg und Frieden (1868);
- Ueber die Todes- und Freiheitstrafe (1869);
- Selbsthilfe auf dem Schlachtfelde (1870);
- Gesch. der Deutschen in England bis zum Ende des XVIII Jahrh. (1885);
- Shakespeare der Autor seiner Dramen (1889);
- Die Juden in England (1890);
- Deutschland vor hundert Jahren. Einnahme von Mainz im J. 1792 (1892);
- Die höhere Frauenbildung in Grossbritannien (1894);
- Die Frau im Altertum (1898);
- Sieben und dreissig Jahre aus dem Leben eines Exilierten (1895) и др.